# Ford Escort (2015)
La Ford Escort è un'autovettura prodotta dal 2015 dalla casa automobilistica statunitense Ford, attraverso la joint venture con la Changan Ford in Cina.

## Descrizione

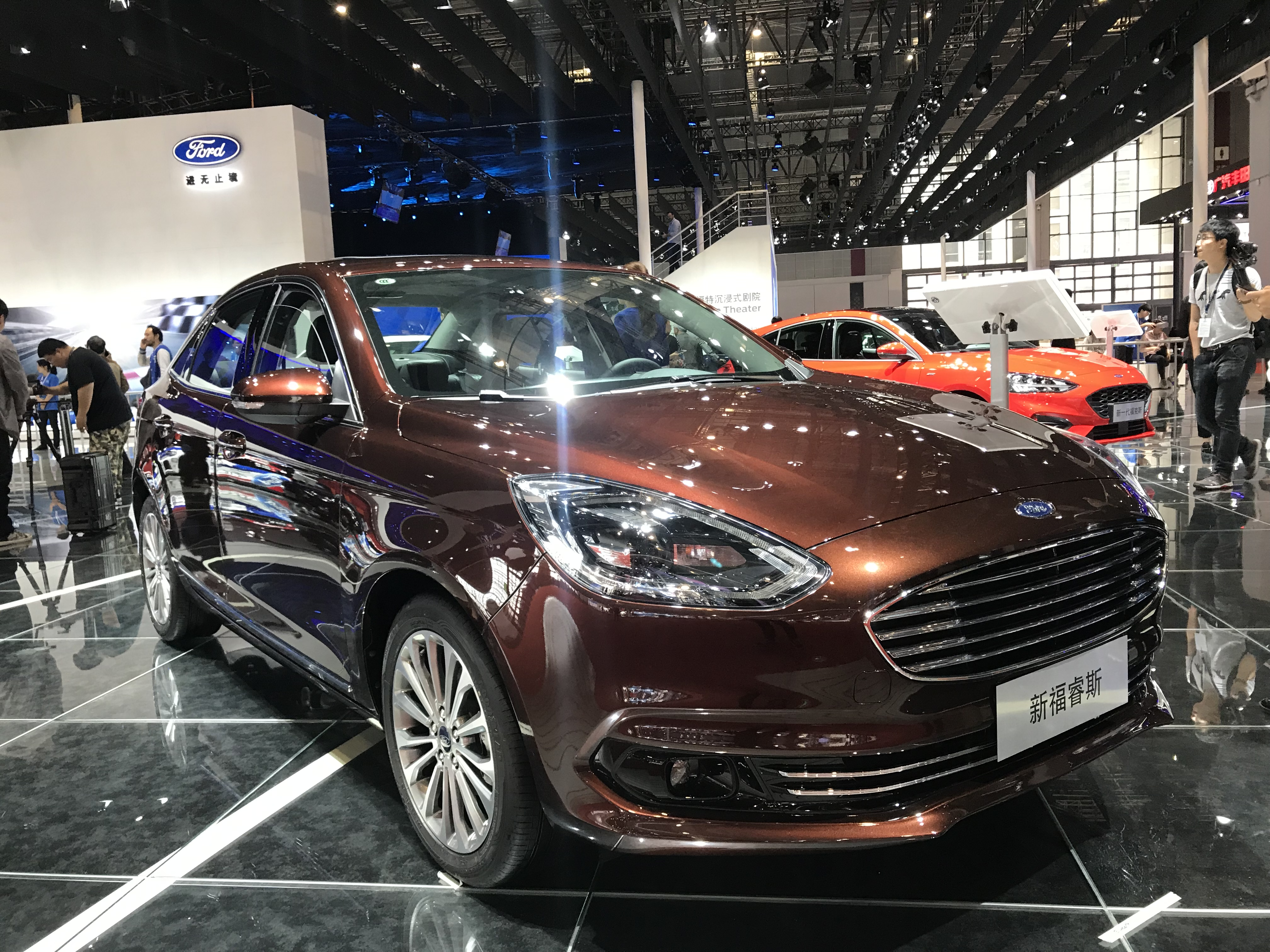
Escort restyling 2018

Annunciata a metà del 2013 e basata sulla Ford Focus II, è stata lanciata sul mercato cinese nel gennaio 2015.
Ford aveva già usato il nome Escort su altre tre vetture; la prima su una variante della Ford Squire venduta nel Regno Unito dal 1955 al 1961, poi sulla più nota Ford Escort europea venduta dal 1968 al 2001 e sulla Ford Escort nordamericana venduta tra il 1980 e il 2003. 

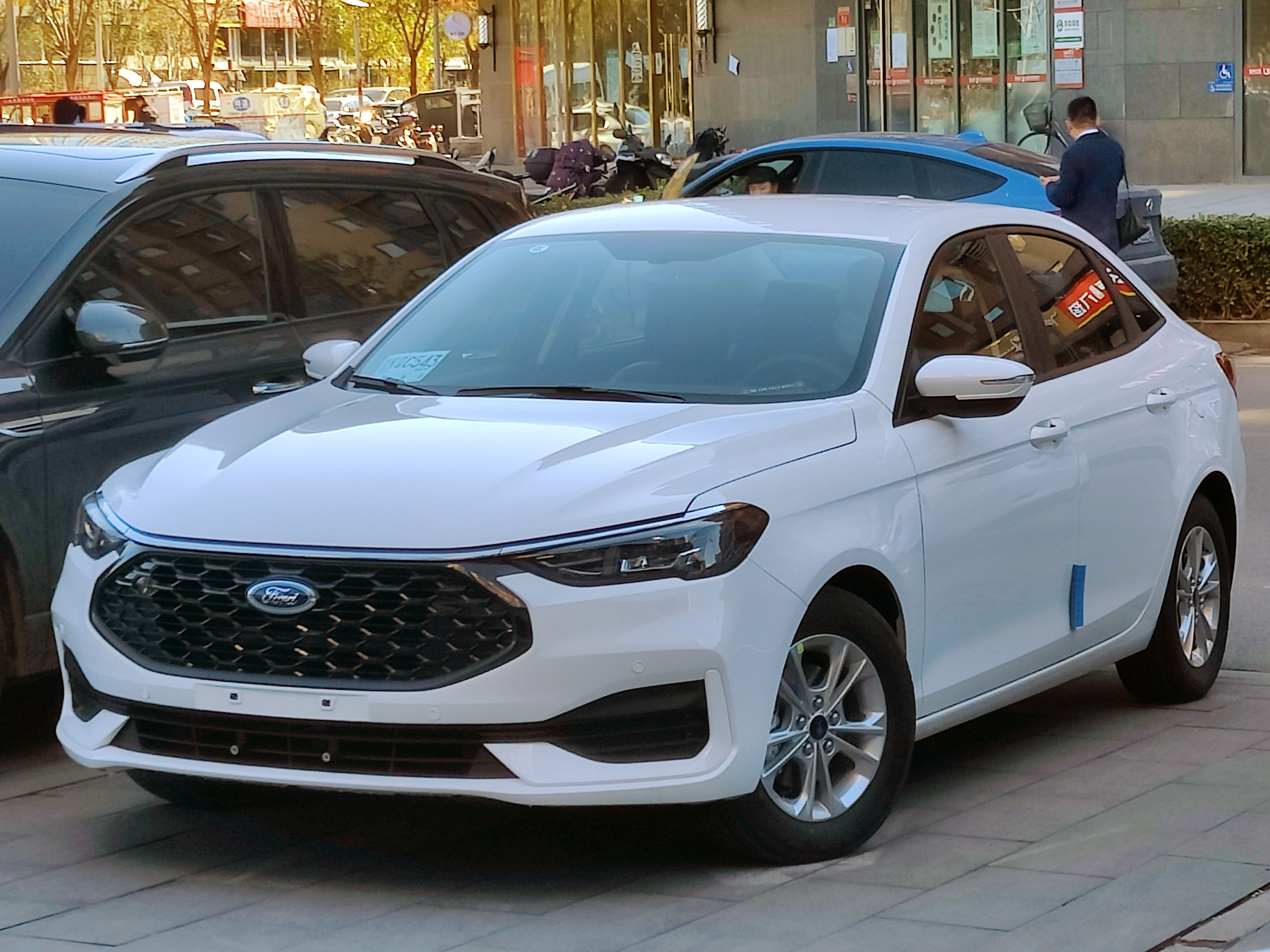
Escort restyling 2021

Dal punto di vista stilistico è una classica berlina a 3 volumi e 4 porte di medie dimensioni. Meccanicamente  riprende le stesse caratteristiche della Focus II, con il motore che è un 1,5 Ti-VCT a 4 cilindri in linea aspirato a benzina abbinato a una trasmissione a 5 marce manuale o a 6 marce automatica.

### Evoluzione
Nel 2018 la vettura ha subìto un primo restyling, che ha interessato in maniera minore le luci posteriori e il frontale, con una nuova griglia, paraurti e nuovi fanaleria a LED.
Nel 2021 viene effettuato un secondo e più incisivo restyling. Il motore a benzina da 1,5 litri viene potenziato a 122 cavalli ed è abbinato a un nuovo cambio manuale a sei marce. Esteticamente invece, sia l'anteriore che il posteriore sono stati completamente ridisegnate, mentre gli interni sono stati rinnovati con uno schermo da 10,25 pollici.